# Peak
Peak és una població dels Estats Units a l'estat de Carolina del Sud. Segons el cens del 2000 tenia 61 habitants.

## Demografia
Segons el cens del 2000, Peak tenia 61 habitants, 28 habitatges i 16 famílies. La densitat de població era de 87,2 habitants/km².
Dels 28 habitatges en un 21,4% hi vivien nens de menys de 18 anys, en un 42,9% hi vivien parelles casades, en un 17,9% dones solteres, i en un 39,3% no eren unitats familiars. En el 39,3% dels habitatges hi vivien persones soles el 21,4% de les quals corresponia a persones de 65 anys o més que vivien soles. El nombre mitjà de persones vivint en cada habitatge era de 2,18 i el nombre mitjà de persones que vivien en cada família era de 2,82.
Per edats la població es repartia de la següent manera: un 18% tenia menys de 18 anys, un 4,9% entre 18 i 24, un 31,1% entre 25 i 44, un 21,3% de 45 a 60 i un 24,6% 65 anys o més.
L'edat mediana era de 43 anys. Per cada 100 dones de 18 o més anys hi havia 56,3 homes.
La renda mediana per habitatge era de 27.083 $ i la renda mediana per família de 38.750 $. Els homes tenien una renda mediana de 19.688 $ mentre que les dones 16.250 $. La renda per capita de la població era de 13.033 $. Entorn del 12,5% de les famílies i el 15,6% de la població estaven per davall del llindar de pobresa.

## Poblacions més properes
El següent diagrama mostra les poblacions més properes.